# Щербак, Николай Петрович
Никола́й Петро́вич Щерба́к (укр. Мико́ла Петро́вич Щерба́к; 16 сентября 1924, Савинка, АССР Немцев Поволжья — 18 января 2018, Киев) — украинский геолог, специалист в области петрологии, минералогии и изотопной геохронологии докембрийских формаций. Академик Национальной академии наук Украины (1979), заслуженный деятель науки и техники Украины (1995), дважды лауреат Государственной премии Украины в области науки и техники (1981, 1998).

## Биография
Николай Щербак родился в 1924 году в селе Савинка Палласовского кантона АССР Немцев Поволжья (сейчас Волгоградская область). Окончил Донецкий политехнический институт (1947).
С 1942 по 1947 учился в Донецком индустриальном институте.
Трудовую деятельность начал в составе Никитовской геологоразведочной партии треста «Артемгеология». С 1948 года — старший геолог Северо-Восточного геологического управления Мингео СССР. Впоследствии сам возглавлял несколько геологических партий.
С 1955 года — научный сотрудник Института геологических наук АН УССР, научным руководителем был Николай Пантелеймонович Семененко. В 1959 году защитил кандидатскую диссертацию, а в 1971 году — докторскую на тему «Петрология и геохронология докембрия западной части Украинского щита».
С 1965 года — заведующий отделом абсолютного возраста и ядерных процессов, в Институте геохимии и физики минералов АН УССР (1969), с 1977 года назначен директором этого института. В период 1976—1983 годов — научный секретарь Отдела геологии, геохимии и геофизики АН УССР.
Также занимал должности председателя комиссии Национального стратиграфического комитета Украины, руководителя минералогической комиссии Карпато-Балканской геологической ассоциации (1975—1995), председателя Международной проблемной комиссии по геохронологии.
В общем опубликовал более 400 научных работ, среди них 6 монографий, касающихся главным образом вопросов петрогенезиса и геохронологии горных пород Украины. Подготовил 15 кандидатов и 5 докторов наук. Главный редактор «Минералогического журнала». Основатель единственной на Украине изотопно-геохронологической лаборатории по определению возраста горных пород K-Ar, Rb-Sr, U-РЬ и Sm-Nd методами.
Умер 18 января 2018 года в Киеве на 94 году жизни.